# Nadia Delago
Nadia Delago (Bressanone, 12 novembre 1997) è una sciatrice alpina italiana.

## Biografia
Originaria di Selva di Val Gardena e sorella di Nicol e nipote di Oskar e Karla, a loro volta sciatori di alto livello, si è formata sportivamente nello Sci Club Gardena, per poi arruolarsi nel Gruppo Sportivo Fiamme Oro. Specialista delle gare veloci attiva in gare FIS dal dicembre del 2013, in Coppa Europa ha esordito il 10 dicembre 2015 a Kvitfjell in supergigante (25ª) e ha colto le prime vittorie, nonché primi podi, il 19 dicembre 2018 nelle due discese libere disputatate ad Altenmarkt-Zauchensee. Ha debuttato in Coppa del Mondo il 20 gennaio 2019, piazzandosi 32ª nel supergigante disputato a Cortina d'Ampezzo; ai Mondiali di Cortina d'Ampezzo 2021, sua prima presenza iridata, si è classificata 15ª nella discesa libera, 8ª nella gara a squadre e non ha completato la combinata. Ai XXIV Giochi olimpici invernali di Pechino 2022, suo esordio olimpico, ha vinto la medaglia di bronzo nella discesa libera.

## Caratteristiche tecniche
Atleta dal fisico robusto e possente (del tutto simile a quello della sorella maggiore Nicol) e dotata di particolare sensibilità nella gestione dei materiali e nell'interpretazione del fondo nevoso, è specializzata nelle discipline veloci.

## Palmarès

### Olimpiadi
- 1 medaglia:
  - 1 bronzo (discesa libera a Pechino 2022)

### Coppa del Mondo
- Miglior piazzamento in classifica generale: 34ª nel 2022

### Coppa Europa
- Miglior piazzamento in classifica generale: 8ª nel 2019
- 6 podi:
  - 4 vittorie
  - 1 secondo posto
  - 1 terzo posto

#### Coppa Europa - vittorie
| Data             | Località              | Paese    | Specialità |
| ---------------- | --------------------- | -------- | ---------- |
| 19 dicembre 2018 | Altenmarkt-Zauchensee | Austria  | DH         |
| 19 dicembre 2018 | Altenmarkt-Zauchensee | Austria  | DH         |
| 18 gennaio 2019  | Val di Fassa          | Italia   | DH         |
| 21 marzo 2024    | Kvitfjell             | Norvegia | DH         |

Legenda:

DH = discesa libera

### Campionati italiani
- 5 medaglie:
  - 2 ori (discesa libera nel 2021; discesa libera 2022)
  - 3 bronzi (supergigante nel 2021; supergigante nel 2022; discesa libera nel 2024)

### Campionati italiani juniores
- 2 medaglie:
  -  2 ori (discesa libera, supergigante nel 2015)[senza fonte]